# Xiaochang
Xiaochang är ett härad som lyder under Xiaogans stad på prefekturnivå i Hubei-provinsen i centrala Kina.